# گارد ویژه (فیلم)
گارد ویژه فیلمی به کارگردانی پرویز صبری، نویسندگی پرویز صبری، محمدعلی حسین‌نژاد و حسن مقصودی و تهیه‌کنندگی داریوش بابائیان محصول سال ۱۳۷۴ استاین فیلم در شرق شهر اصفهان تصویر برداری شده است.

## خلاصه فیلم
رژیم بعث عراق در جریان جنگ با ایران درصدد است اثر یک نوع گاز شیمیایی جدید را که به منظور دفع آفات گیاهی ساخته شده بر روی تعدادی از عراقی‌ها امتحان کند. نتیجهٔ این آزمایش مرگ تمامی افراد در مدت کوتاهی است. رژیم بعث با وارد کردن فشار به دکتر عراقی کاشف این گاز و تهدید جان دختر و نوهٔ دکتر او را وادار به انجام تحقیقات بیشتر می‌کنند اما دکتر توسط یکی از شاگردان دخترش، دولت ایران را در جریان واقعه می‌گذارد. با اعزام گروهی از نظامیان ایرانی و به کمک یک راهنمای کُرد، آن‌ها موفق به نجات دکتر و دخترش می‌شوند. و با راهنمایی دکتر و پس از درگیری‌های زیاد با نظامیان عراقی و از جمله داماد دکتر که یکی از نظامیان عراقی است، گروه اعزامی ایرانی موفق به انهدام انبار نگهداری گاز شیمیایی می‌گردند اما داماد دکتر و راهنمای کُرد در این درگیری‌ها کشته می‌شوند و دکتر به همراه دختر و نوه اش با نظامیان ایرانی وارد خاک ایران می‌گردند.

## بازیگران
- ایلوش
- کامران باختر
- علی ثابت
- کاظم افرندنیا
- امین حیایی
- اکبراصفهانی
- بهمن دان
- پرندزاهدی

## جشنواره‌ها
فیلم گارد ویژه در چهاردهمین دوره جشنواره بین‌المللی فیلم فجر (۱۳۷۴) در بخش مسابقه سینمای ایران حضور داشته‌است.